# Sala Vahdat
La Sala Vahdat (en persa: تالار وحدت) es un teatro de ópera y sala de conciertos en la ciudad de Teherán, la capital del país asiático de Irán. El arquitecto Aftandilian diseñó el edificio, en parte, en base al modelo de la Ópera Estatal de Viena. Antes de 1979 era conocida como Talar-e Rudaki. Entre las actuaciones que se han realizado allí se encuentran las de Mohammad Esmaili, Parvaz Homay, las del ballet de Leningrado, Marcel Marceau, Bagher Moazen, el coro de Gorgin Mousissian, Nour Ensemble, Pari Samar en Carmen, Sinfónica de Teherán, Loris Tjeknavorian, Peyman Yazdanian. Otros eventos en el espacio han incluido la Exposición de Arte de Teherán. 
http://www.operanostalgia.be/html/ROUDAKIHALL2016.html